# فن (ماشین)
فن یا هَواران به دستگاهی گفته می‌شود که برای به جریان انداختن هوا به کار میرود.
فن‌ها از لحاظ کاربردی جهت کشیدن هوا، دمیدن هوا یا گردش هوا مورد استفاده قرار می‌گیرند.

## انواع فن از نظر جهت جریان هوا
فن‌ها با توجه به جهت جریان هوا نسبت به محور فن به دو دسته زیر تقسیم می‌شوند.

### فن سانتریفوژ

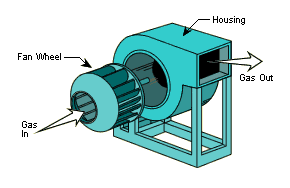
ساختار فن سانتریفوژ

فن سانتریفوژ (فن گریز از مرکز) به وسیله نیروی گریز از مرکز، هوا را به جریان می‌اندازد. در این گونه فن‌ها زاویه ورود و خروج هوا ۹۰ درجه است.
فن‌های سانتریفور معمول‌ترین نوع فنهای مورد استفاده در صنایع هستند. در این فن‌ها، هوا از بخش پروانه به سمت پره‌ها حرکت کرده و انرژی جنبشی آن زیاد می‌شود. این انرژی جنبشی قبل از ورود به بخش خروجی به انرژی فشاری تبدیل شده و در نتیجه فشار هوا بالا می‌رود. فن‌های سانتریفوژ برای جریان‌های حاوی ذرات (رطوبت و گرد و غبار)، برای انتقال مواد و همچنین برای سیستمهای دارای دمای بالا کاربرد دارد.

### فن محوری

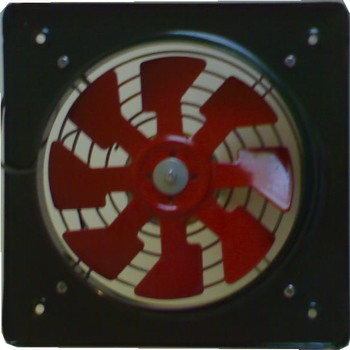
تصویر یک فن محوری

در فن محوری (فن آکسیال)، جریان هوا موازی محور فن است. سه نوع عمده فن‌های محوری عبارتند از: فن‌های پروانه‌ای، فن‌های لوله محوری و فن‌های پره محوری (جت فن). فن‌های محوری دارای قاب که داخل پنجره و دیوار نصب می‌شوند، فن‌های به کار رفته در رایانه‌ها، پنکه‌های سقفی و رومیزی و فن‌های محوری کانالی استفاده شده در صنعت جز این دسته از فن‌ها قرار می‌گیرند.

## انواع فن از نظر کاربرد

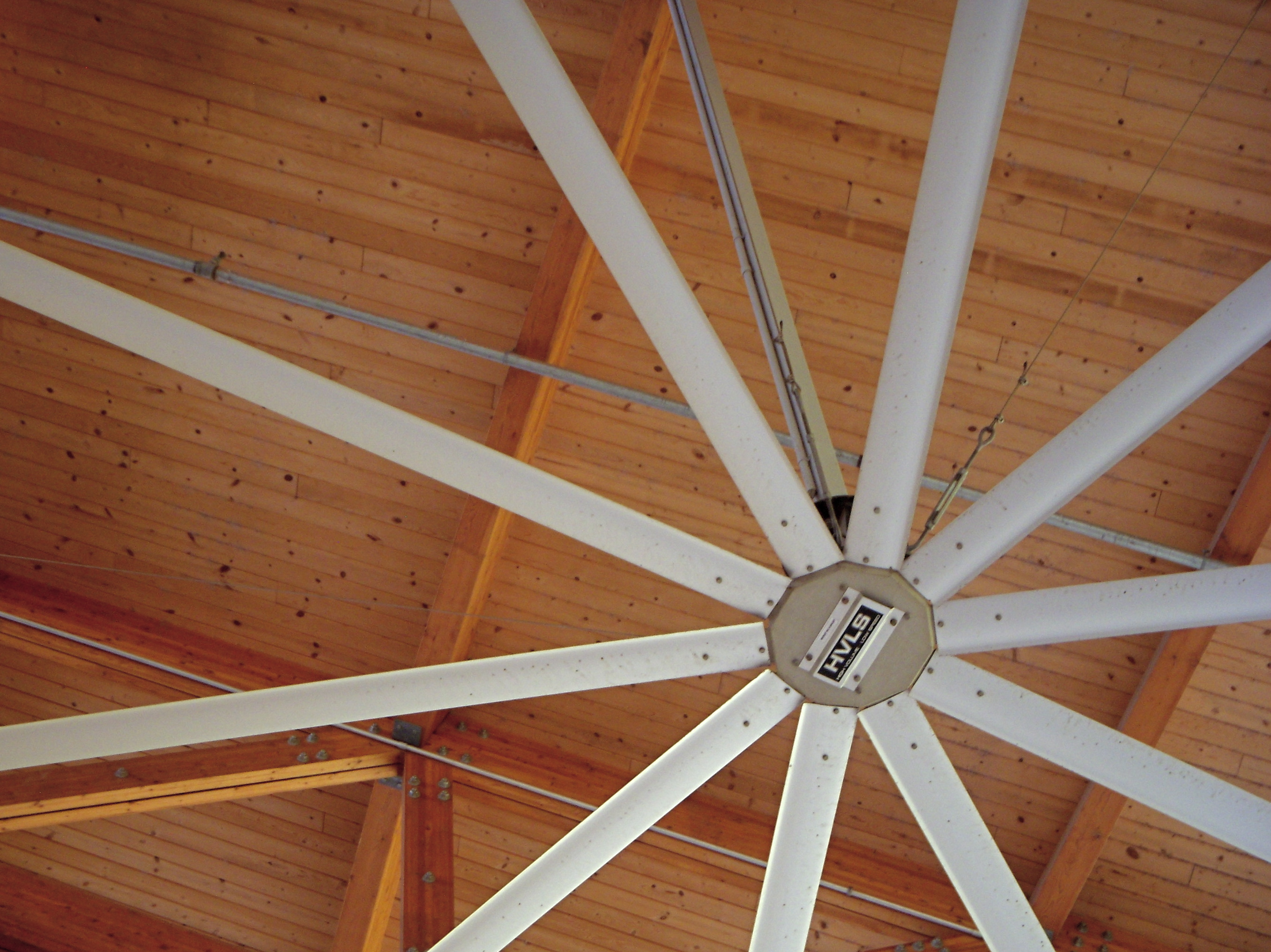
فن گردش هوا یا پنکه سقفی

از نظر کاربرد فن ها به سه دسته زیر تقسیم می شوند:

### فن گردش هوا
فن های گردش هوا فن هایی هستند که برای به گردش در آوردن هوای اتاق به کار گرفته می شوند. مانند: پنکه سقفی و پنکه رومیزی

### فن دمنده
فن های دمنده یا هواده فن هایی هستند که هوا را از بیرون به داخل یک فضا می کشند.این فن ها بیشتر در صنعت به کار برده می شوند. 

### فن هواکش
فن های هواکش یا تخلیه فن هایی هستند که برای مکیدن هوا از داخل یک فضا و بیرون فرستادن آن استفاده می شوند. مانند: فن هواکش سرویس بهداشتی

## متعلقات فن‌ها
فن‌ها بغیر از پروانه و بدنه (Housing) که از اجزا مهم یک فن بشمار می‌روند شامل متعلقاتی می‌باشند که کارکرد صحیح سیستم موکول به درستی طراحی و انتخاب آنها است. این متعلقات به شرح زیر می‌باشند:
- الکتروموتور
- پولی
- تسمه
- یاتاقان
- شفت (محور)

## انتقال قدرت

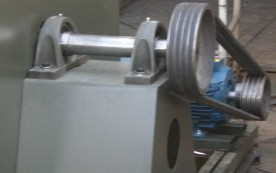
اتصال تسمه پولی

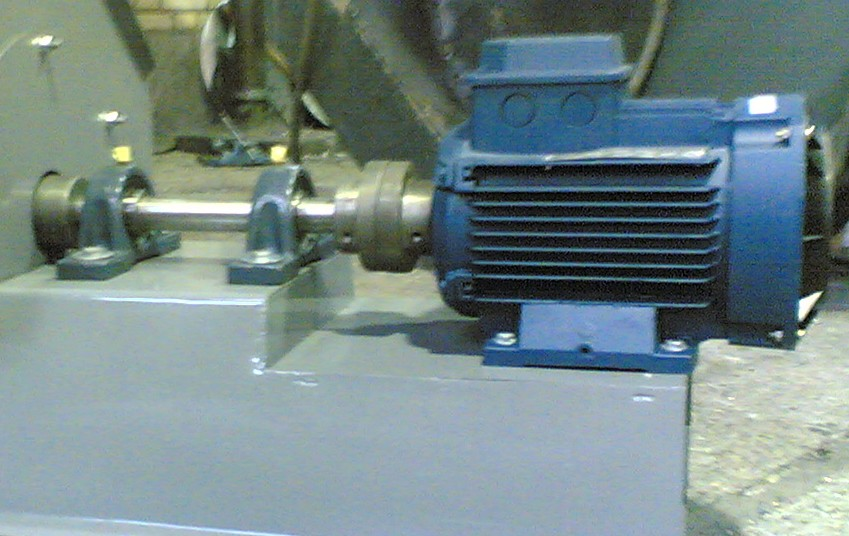
اتصال کوپلینگی

نحوه انتقال قدرت از الکتروموتور به پروانه در فن‌ها عموماً به سه حالت صورت می‌گیرد.

### اتصال مستقیم (Direct Drive)
در این نوع اتصال شفت (محور) الکتروموتور مستقیماً به پروانه متصل می‌گردد.

### اتصال تسمه پولی (Belt Drive)
در این نوع اتصال، نیرو از الکتروموتور توسط پولیها و تسمه‌ها به پروانه فن منتقل می‌شود. در این سیستم یاتاقان و قطر شفت نقش مهمی در انتقال نیرو دارد.

### اتصال کوپلینگی (Coupling)
در این اتصال که انواع مختلفی دارد شفت (محور) الکتروموتور با یک مجموعه شفت (محور) و یاتاقان که به پروانه فن متصل است توسط کوپلینگ، کوپل می‌شود.

## انتخاب فن
برای انتخاب فن دو پارامتر را باید بدانیم. اول فشاری که فن باید تامین کند و دوم دبی هوایی که فن باید جابه جا کند. با دانستن این دو پارامتر می توانیم فن مورد نظر خود را انتخاب کنیم. البته اگر قرار باشد که فن برای خنک نگه داشتن فضا هم به کار گرفته شود در آن هنگام پارامتر های دیگری همانند دمای هوا نیز اهمیت می یابد.

##### انواع سیستم تهویه
سیستم های تهویه هوا در محیط (انواع سیستم تهویه مطبوع را مطالعه کنید) به دو دسته عمده سیستم تهویه محلی Local Ventilation و سیستم های تهویه صنعتی تقسیم بندی می شوند. 

##### کاربرد فن یا هواکش
ما در زندگی روزمره بسیار از هواکش استفاده می کنیم که علاوه بر صنعت در منزل و محیط کار ممکن است از انواع (از نظر ظاهری و قدرت مکش) استفاده کنیم. بنابراین برای انتخاب فن مناسب برای منزل خود باید اطلاعات پایه ای داشته باشید. یکی از پرکاربردترین حالت استفاده از تهویه در منزل، کاربرد فن در سرویس بهداشتی است.